# Kikla
Kikla (arab. ككلة, Kiklah) – miasto w północno-zachodniej Libii, w gminie Al-Dżabal al-Gharbi, w górach Dżabal Nafusa, w odległości ok. 150 km na południowy zachód od Trypolisu.
W 2006 roku miasto liczyło ok. 10,3 tys. mieszkańców. Obok ludności pochodzenia arabskiego, miejscowość zamieszkuje znaczna grupa Berberów.
W 2011 roku miasto było polem walk, podczas trwającej wówczas w Libii wojny domowej, między siłami rządowymi i rebeliantami. Działania te nazwano Operacjami w Dżabal Nafusa. 1 kwietnia wojsko Muammara Kaddafiego rozpoczęło oblężenie miasta. 4 kwietnia armia libijskich rebeliantów odbiła Kiklę. Wojska rządowe ponownie zaatakowały miejscowość 28 maja. Ostatecznie, 14 czerwca siły Kadafiego wycofały się z miasta.